# Quartier du Chemin de l'Île (Nanterre)
Le quartier du Chemin de l'île est l'un des dix quartiers de la ville de Nanterre dans le département des Hauts-de-Seine. C’est l’un des plus vastes quartiers de Nanterre.

## Toponymie
C'est le quartier de Nanterre qui a le nom le plus poétique. Ce nom vient d'une île de la Seine, l'Île Fleurie, située entre les communes de Nanterre et de Carrières-sur-Seine.

## Historique
Le quartier s'est urbanisé avec l'arrivée du chemin de fer, en 1837. Un projet de transformation du Chemin de l'Île a vu le jour en 2021.

## Morphologie du quartier
Ce quartier, d'une superficie de 223 ha (soit 18,2% de la superficie de la commune de Nanterre), est situé entre la gare Nanterre-ville, la Seine, le Vieux Pont et le parc du Chemin-de-l’Ile. Il se trouve au croisement de deux autoroutes.  Avec la libération de parcelles utilisées auparavant par les bretelles de l’échangeur autoroutier, le parc du Chemin-de-l’Île sera agrandi jusqu’à l’avenue de la Commune-de-Paris.
Le Chemin de l'Île est classé quartier prioritaire de la politique de la ville (QPV), il se compose de trois grands ensembles de logements sociaux, de nombreux pavillons, d'une importante zone d’activités, « les Guilleraies », et de l’« écoquartier Hoche ». Il est peuplé de 10 250 habitants, soit environ 10,3% des Nanterriens.
Le parc départemental de 18 ha est situé en bord de Seine. Il s'inscrit dans une démarche de développement durable. Ses différents bassins sont alimentés par l'eau de la Seine qui y est purifiée, permettant au parc d'accueillir une faune et une flore variée. Ce parc donne accès à la Seine et au chemin de halage permettant de passage de Rueil-Malmaison à Colombes.

## Sociologie du quartier
- 28,5% des habitants ont moins de 19 ans (27,9% des Nanterriens)
- 9,6% des habitants ont plus de 65 ans (9,7% des Nanterriens)
- le logement social représente 74,1% des logements du quartier (53% à Nanterre)